# Tanytarsus danicus
Tanytarsus danicus är en tvåvingeart som först beskrevs av Wulp 1874.  Tanytarsus danicus ingår i släktet Tanytarsus och familjen fjädermyggor. Inga underarter finns listade i Catalogue of Life.